# 張鳴 (1957年3月)

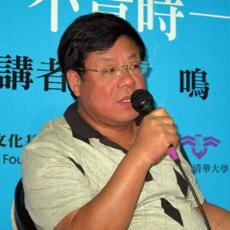
张鸣

张鸣（1957年3月—），浙江上虞人，出生于黑龙江省。現為中國人民大學國際關係學院政治學系教授、博士生导师，曾担任該系主任。成长在北大荒的张鸣，曾做过农工、兽医。1994年考入中国人民大学历史系；1996年毕业后，留校任教。

## 主要作品
張鳴著力於時事評論與歷史隨筆的寫作；其歷史隨筆的寫作，題材多為晚清及民國時期的中國歷史，也有幾篇是歷代政治人物及官場文化的描述與評論。其主要作品有《武夫治国梦》、《乡土心路八十年》、《乡村社会权力和文化结构的变迁》、《中國教育病了嗎？》等数种；还有历史文化随笔，有《直截了当的独白》、《关于两脚羊的故事》、《历史的坏脾气》、《历史的底稿》等。其作品《辛亥：搖晃的中國》、《北洋裂變：軍閥與五四》、《歷史的怪現狀》、《歷史的壞脾氣》已經有繁體版在台灣發行。

## 相關爭議

### 免職風波
2007年3月12日，张鳴在個人博客發表題爲《也許，我將被迫離開人民大學》的文章，稱自2006年5月起，與國際關係學院長李景治發生「被李認爲很嚴重」的衝突”——張鳴在職稱評定會上講話時，李兩次欲打斷，被張制止。張鳴稱，其後李想要把張「撤職、搞臭」，“在學院和上級領導中散播謠言”，要求學院内與張有關的人和張切割關係，張因此預估自己很可能会被赶出人民大學。
两天后，人民大學国际关系学院免去了张鸣政治系主任的职务，但未撤去其教授職務。3月15日、16日、19日、20日，人民大学国际关系学院的網站主頁，接连刊登了该院院长李景治教授的四封公开信；强调学院坚持“团结發展、民主办院”，反对张鸣将问题向媒体公开，并斥责张鸣在“煽动舆论对自己进行恶意人身攻击，而他的人品学问都有问题”。
张鸣还在文章中补充说，自己发表文章并“不是申冤，也不是想炒作”，只是想说明高校目前行政化的程度，已俨然一个“衙门”。内容涉及，学校教育经费的分配、教师的职称评定等问题。文章直指当前中国的高校体制，称“大学已衙门化、黑社会化、帮派化，学者争相入仕”。
而中国人民大学国际关系学院表示，院长私人署名的公开信代表了学院的官方态度；虽然张鸣政治系主任的职务已免，但他依然授课；不过，学院也在考虑是否和张鸣解聘。

### 与新浪网决裂
2012年1月7日，张鸣在他的新浪微博上发表一篇微博，引起了当时新浪网民的很大的反响。
张鸣在互联网上是一个非常具有争议性的人物，其语言犀利、文字讽刺抨击政治精辟，受到了很多网民的欣赏。但也正是是因为这个原因，新浪网经常删除他的微博。因此，他选择离开新浪微博，并表示“是到了要离开新浪的时候了……别了，新浪不是朋友！”。